# Speranza (Automarke)

Logo

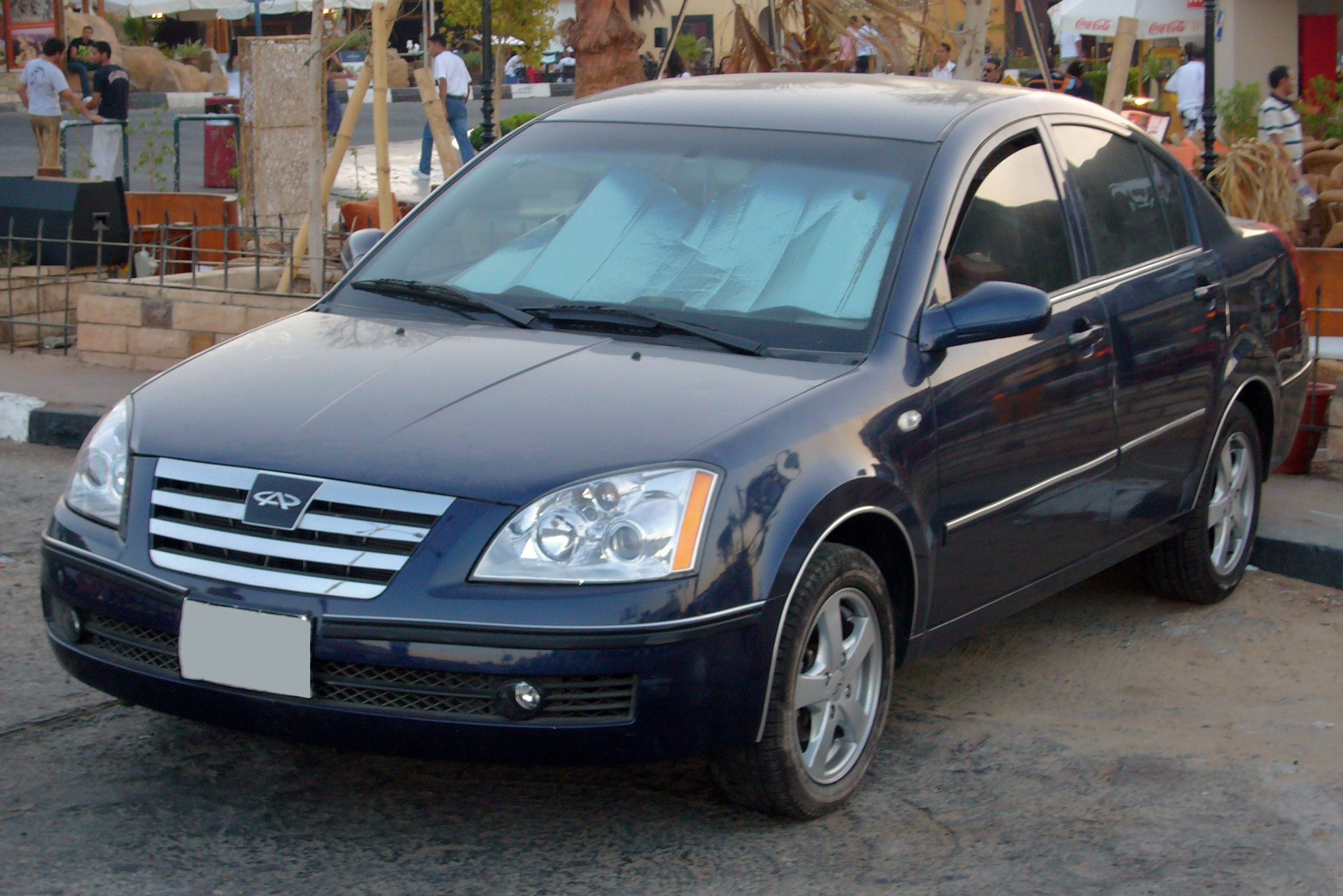
Speranza A516

Speranza war eine Automarke aus Ägypten.

## Beschreibung
Das Unternehmen Aboul Fotouh Automotive montiert seit 2004 Modelle des chinesischen Herstellers Chery in Ägypten. Die Montage begann in der Fabrik Daewoo Motors Egypt, die ebenfalls zu AFA gehört. Im Jahr 2006 wurde für diese Fahrzeuge der Markenname Speranza eingeführt.
Im Jahr 2016 wurde angekündigt, dass Chery den Markennamen Speranza wieder durch Chery ersetzt. Während die Aboul Fotouh Automotive die Fahrzeuge weiterhin montiert, werden sie von der Ghabbour Group in Ägypten vertrieben.
Im Jahr 2010 war Speranza mit 13.048 verkauften Fahrzeugen die erfolgreichste chinesische Marke in Ägypten. Insgesamt sind rund 30.000 Fahrzeuge unter dem Markennamen Speranza verkauft worden.

## Speranza-Modelle
Im Juli 2016 waren die folgenden Modelle gelistet:
- Speranza A113
- Speranza A516
- Speranza A620
- Speranza Envy
- Speranza M11
- Speranza M12
- Speranza Tiggo